# ۱۶ آبان
۱۶ آبان دویست و سی و دومین روز سال در گاه‌شماری خورشیدی است. به پایان سال ۱۳۳ روز (۱۳۴ روز در سال کبیسه) باقی‌است.

## رویدادها
- ۱۳۷۶ - رقابت ۱۶ آبان ۱۳۷۶ تیم ملی فوتبال ایران با تیم ملی فوتبال قطر در مقدماتی جام جهانی فوتبال ۱۹۹۸
- ۱۳۹۹ - آغاز لیگ برتر فوتبال ایران ۱۴۰۰–۱۳۹۹

## زادروزها
- ۱۳۱۰ - عبدالعلی دستغیب، منتقد و مترجم
- ۱۳۵۱ - ویشکا آسایش، بازیگر

## درگذشتگان
- ۱۳۱۱ - غلامعلی دولتشاهی، سیاستمدار
- ۱۳۹۰ - حسن علی صارمی کلالی، از اعضای موسس حزب پان ایرانیست
- ۱۳۹۵ - جعفر شجونی، نماینده مردم کرج در دوره نخست مجلس شورای اسلامی
- ۱۳۹۹ - محمدرضا نجفی، نماینده تهران در دوره دهم مجلس شورای اسلامی